# Bobby Baccalieri
Robert „Bobby Bacala” Baccalieri, Jr. (1958-2007) interpretat de Steve R. Schirripa, este un personaj fictiv în sera TV distribuită de HBO, Clanul Soprano. A fost „căpitan” și mai târziu șef adjunct (temporar) al familiei mafiote DiMeo fiind totodată și cumnatul lui Tony Soprano. A fost unul din cei care l-au îngrijit și ajutat foarte mult pe Corrado „Junior” Soprano în timpul arestului la domiciliu al celui din urmă.
În 2007 în cadrul unui război între familiile mafiote Soprano și Lupertazzi, Baccalieri a fost ucis la ordinele lui Phil Leotardo fiind împușcat de mai multe ori.

## Crime comise
- Rene LeCours (2007)